# في مواجهة الجليد
في مواجهة الجليد (بالإنجليزية: Against the Ice)‏ هو فيلم بقاء دراما تاريخية من بطولة نيكولاي كوستر والداو، جو كوب، تشارلز دانس وهيدا ريد.

## روابط خارجية
في مواجهة الجليد على موقع IMDb (الإنجليزية)
- في مواجهة الجليد على موقع ميتاكريتيك (الإنجليزية)
- في مواجهة الجليد على موقع روتن توميتوز (الإنجليزية)
- في مواجهة الجليد على موقع نتفليكس (الإنجليزية)
- في مواجهة الجليد على موقع ألو سيني (الفرنسية)
- في مواجهة الجليد على موقع فيلمافينيتي (الإسبانية)
- في مواجهة الجليد على موقع قاعدة بيانات الأفلام السويدية (السويدية)
- في مواجهة الجليد على موقع قاعدة بيانات الفيلم (الإنجليزية)
- في مواجهة الجليد على موقع ليتربوكسد (الإنجليزية)
- في مواجهة الجليد على موقع كينوبويسك (الروسية)